# 丹波重忠
丹波 重忠（たんば の しげただ、? - 天養元年2月12日（1144年3月17日））は平安時代後期の官人、医者、楽人。官位は従四位上・施薬院使・主税頭。丹波重康の第二子。

## 経歴
元永2年（1119年）11月、輔仁親王の瘡を診ていたらしく、23日、源師時に病状を説明している。
保安元年（1120年）5月25日、采女正・盛親、施薬院使・丹波重基と共に鳥羽天皇に灸をすえた。その後の除目で権針博士となった。しかし典薬頭・丹波雅康が、針は本道でないので辞任したとして、重忠を侍医としてほしいと訴えたため、12月17日、侍医となった。
大治4年（1129年）1月20日、摂政・藤原忠通の奏楽で召人になった。同年6月から7月、白河上皇の霍乱を診た。5年（1130年）2月17日、兄・重基から譲られて、施薬院使となった。12月8日、内侍所御神楽で陪従を務めた。同年、鳥羽上皇の熊野行幸にお供した。
長承元年（1132年）8月19日、左衛門督・源雅定の小児の背に灸をすえた。10月13日、鳥羽上皇の高野詣に扈従した。2年（1133年）2月9日、鳥羽上皇に灸をすえた。26日、これを賞して、従四位下に上った。5月21日、大殿・藤原忠実の足に灸をすえた。7月4日、関白・藤原忠通に灸をすえ、馬を賜った。
保延元年（1135年）7月24日、鳥羽上皇のムカデ咬症の処置について進言した。2年（1136年）1月26日、叡子内親王の五十日賀の奏楽の召人になった。
天養元年（1144年）2月12日、急死したが、翌日、蘇生して、子の医博士・重成に施薬院使を譲って再び身罷った。蘇生は重成の嘘であろう。
久安2年（1146年）3月18日、五条京極辺の火災で家が焼けた。

## 官歴
- 保安元年（1120年）5月25日：見散位[3]。秋：権針博士、辞任[4]。12月17日：侍医[3]
- 大治5年（1130年）2月17日：施薬院使[3]
- 長承2年（1133年）2月9日：従四位下[3]
- 長承3年（1134年）3月7日：兼医博士[3]
- 康治元年（1142年）7月27日：見主税頭従四位上。主基行事[10]。
- 天養元年（1144年）2月12日：卒去（主税頭）。13日：施薬院使を丹波重成に譲与[9][10]

## 系譜
『群書系図部集』による
- 祖父：丹波雅忠
- 父：丹波重康[1] - 図書頭従四位下施薬院使
- 兄：丹波重基[1] - 典薬頭女官別当施薬院使
- 弟：丹波重頼 - 従五位下医博士
- 弟：丹波親基 - 従五位下典薬権助
- 子：丹波重長 - 侍医正四位下内匠頭典薬頭
- 子：丹波重成[9] - 侍医正四位下施薬院使